# Мстиславский, Фёдор Иванович
Князь Фёдор Иванович Мстисла́вский (XVI век — 1622) — один из руководителей думской аристократии, последний конюший, наместник, воевода и боярин (1576), глава Семибоярщины (1610—1612), председатель Земского собора 1613 года, во времена правления Ивана IV Васильевича Грозного, Фёдора Ивановича, Бориса Годунова, Смутное время и правление Михаила Фёдоровича.
Последний представитель знатнейшего русского рода Мстиславских (Заславские).
Старший сын главного московского воеводы и боярина князя Ивана Фёдоровича Мстиславского, праправнук (по линии бабушки по отцу, казанской царевны Анастасии Петровны) великого князя Ивана III.
Имел младшего брата боярина, князя Василия Ивановича.

## Биография

### Служба Ивану Грозному
В 1575 году пожалован кравчим. В 1576 году сидел первым за государевым столом при приёме цесарских послов, осенью впервые назван боярином и возглавил передовой полк в походе на Кесь в армии своего отца. Город был взят, после чего армия была направлена к Колывани под командованием князя Ф. И. Мстиславского. Безрезультатная осада города продолжалась семь недель и войска отошли во Псков.
В государевом походе в Ливонию осенью 1577 года князь возглавлял передовой полк, откуда в январе 1578 года был переведен командовать полком правой руки в армию, отправленную отбивать вновь захваченную Кесь. Город выдержал — простояв четыре недели и сделав пролом в стене русская армия вынуждена была прекратить осаду.

В 1578 году, переброшен на юг и возглавляет передовой полк в «береговой» армии в Тарусе, где упоминается и в 1579 году. 

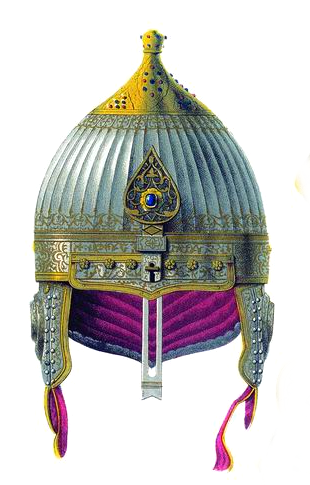
Шапка ерихонская Ф. И. Мстиславского

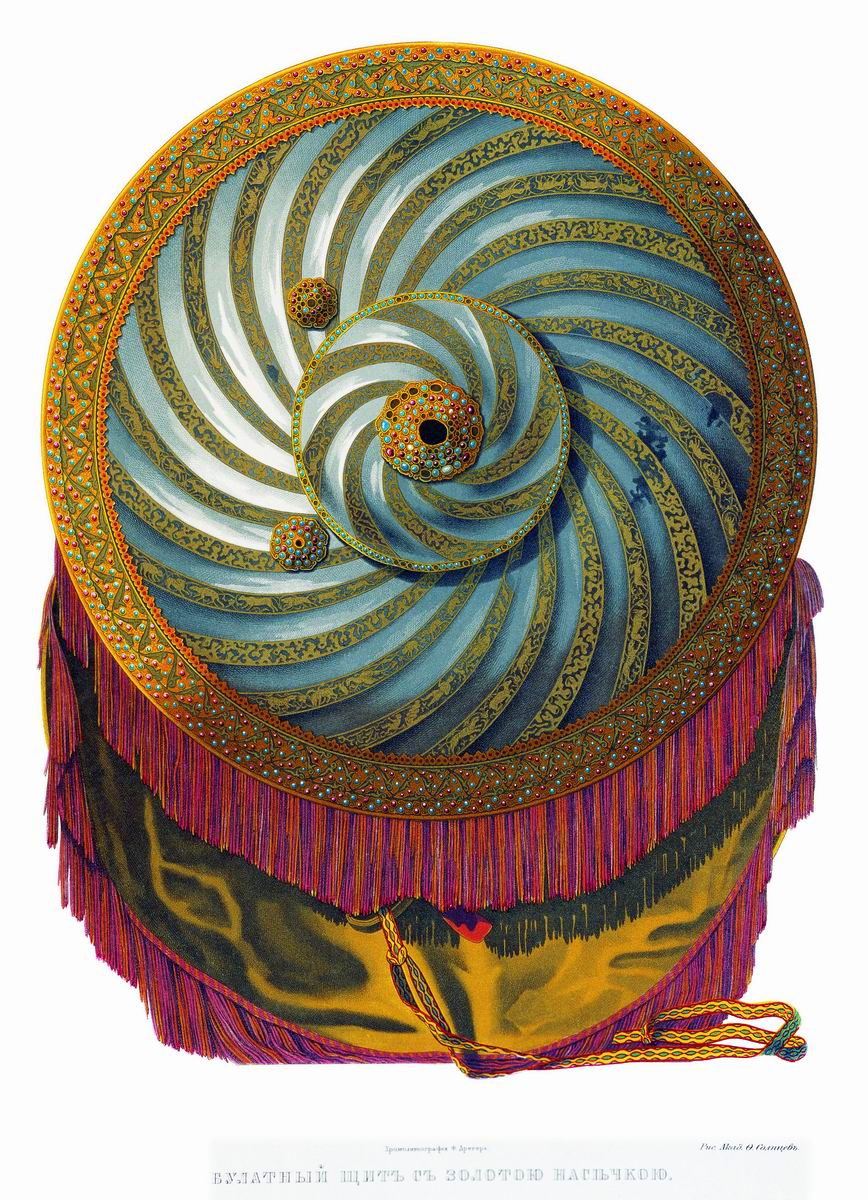
Щит князя Мстиславского

В 1579 году второй воевода во Пскове, осенью на короткий срок назначается первым воеводой в Новгород и назван новгородским наместником, в декабре ходил с войском на Лифляндию, а также во время прихода литовцев к Полоцку первый воевода Передового полка. В 1580 году в разряде «на берег» его первоначально расписывают первым воеводой правой руки, но в итоге в действующей армии он заменяет отца на посту первого воеводы большого полка.
В июне 1581 года возглавлял передовой полк в армии из пяти полков, собранной в Зубцове против наступающих войск Стефана Батория, откуда в январе 1582 года был переброшен в Новгород возглавлять армию, посланную против шведов, однако по распоряжению царя поход состоялся ограниченными силами, а князь остался охранять Новгород, откуда к 22 апреля был переброшен командовать «береговой армией» в Калугу, позже в Серпухов который он покинул летом, чтобы возглавить передовой полк в армии, собранной в Волоколамске. В 1582 году послан первым воеводою Большого полка против шведов и велено ему собираться с ратными людьми в Торжке, откуда он пошёл в Новгород, где и остался выслав воевод в поход. В 1583-1584 годах первый воевода Большого полка в Серпухове, для охранения от прихода крымцев. В мае 1584 года обедал у Государя.

### Служба Фёдору Ивановичу
В ноябре 1586 года назначен первым воеводой в царском походе на шведов, в июле судил местничество Колычева с князем Бахтеяровым, за царским столом обедал с крымским царевичем, сидел в "большой лавке" при приёме польского посла.
В 1586 году, после ссылки отца, назначен первым боярином в Боярской думе. В 1587 году назван Владимирским наместником и был первым при представлении боярам польского посла. В 1588 году первый воевода Большого полка на берегу Оки и упомянут первым советником в Боярской думе. В 1589 году обедал у Государя, принимал и обедал с грузинскими послами, в ноябре при постановлении патриархом Иова, судил местничество Трубецких, Куракина и Голицына. В 1590 году послан первым воеводою из Новгорода против шведов, взяв многие города, судил местничество князя Ромодановского, боярина князя Хворостина, князей Телятьевского, Одоевского и Ногтева. В 1591 году первый воевода Большого полка в Серпухове, откуда в июле велено с войском идти к Москве для отпора пришедших к столице крымцев, стоял у Данилова монастыря, участвовал в боях и гнал неприятеля до Серпухова, за что пожалован португальским золотым, шубою с золотыми пуговицами, кубком, чаркой и дано во владение кашинский пригород. В 1592 году послан первым воеводою Большого полка против шведов, осадил Выборг, посылал отряды опустошать галицкие и корельские места. В 1593 году послан первым воеводою Большого полка на берег Оки, неоднократно обедал у Государя и с различными послами. В 1596 году вновь первый воевода на берегу Оки. В мае 1597 года при представлении Государю цесарского посла сидел по правую руку от него, на лавке с татарскими и сибирскими царевичами, в июне послан первым воеводою Большого полка в Серпухов.

### Служба Борису Годунову
В 1598 году после смерти Фёдора Иоанновича первый в Боярской думе, назывался среди претендентов на престол (он приходился покойному царю троюродным племянником). Докладывал царице Ирине Годуновой о полученных из Пскова сведениях и жалобах, а при избрании на царство Бориса Фёдоровича Годунова был первым бояриным. При его коронации осыпал нового царя золотыми. Участвовал в царском походе в Серпухов вторым воеводою Большого полка. В 1600 году первый воевода Большого полка в Туле, принимал персидских послов и обедал с ними у Государя. В 1601 году был в ответе с польскими послами и обедал с ними у Государя, в мае послан первым воеводою Большого полка на берег Оки для охранения от крымцев. В 1602-1603 годах выполнял дворцовые обязанности боярина. В июле 1604 года послан собирать ратных людей в Калугу.

### Служба в Смутное время
Возглавил правительственные войска против Лжедмитрия I (1604—1605), был разбит под Новгород-Северским и ранен, затем одержал победу при Добрыничах, за что пожалован золотым, безуспешно осаждал Кромы.
В 1605 году, после прихода Лжедмитрия I к власти не терял влияния, оставаясь первым боярином. Незадолго до вступления Лжедмитрия в Москву над Мстиславским нависла серьёзная угроза — ведавший политическим сыском Семён Годунов, выяснивший двойную игру опытного боярина, распорядился его убить, однако не успел привести замысел в исполнение и вскоре сам расстался с жизнью. Встречал Марину Мнишек при её приезде в Москву, говорил ей речь. На свадьбе Лжедмитрия I и Марины Мнишек был посаженным отцом, ходил перед новобрачными, народу бросал золотые, сидел первым за большим столом напротив боярынь.
Уже в следующем году Мстиславский вновь оценил обстановку и участвовал в заговоре против Лжедмитрия (1606), кончившемся его убийством. Затем водил войска против восстания Болотникова (1606—1607). В 1608 году на свадьбе Василия Шуйского с княжной Марией Петровной Буйносовой-Ростовской был тысяцким. В 1609 году первый воевода для осады и вылазок от Никитских ворот в Москве. После свержения Василия Шуйского политическая роль Мстиславского резко возросла, он возглавил Семибоярщину (1610—1612), участвовал в избрании царём Владислава Сигизмундовича.  При взятии Москвы поляками был заключён в тюрьму, в которой находился до освобождения столицы войсками Д.М. Пожарского. При освобождении Москвы Ополчением повинился и бил челом всей земле, сумев добиться прощения от командиров Ополчения. Хотя при выходе из Кремля рядовые казаки и ратники пытались его убить как предателя.

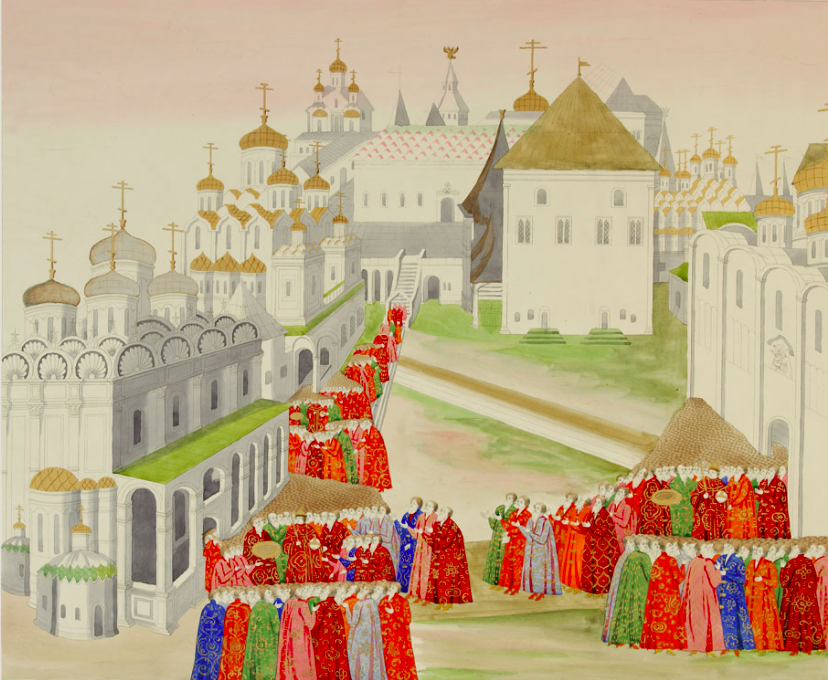
Торжественное шествие царя Михаила, процессия изображена в трёх местах, где царя осыпал золотом боярин Мстиславский в качестве первого боярина

### Служба Михаилу Фёдоровичу
Участвовал в Земском соборе 1613 года, где первым от бояр (по общему списку № 33) подписал грамоту об избрании на царство Михаила Романова, а при его коронации держал царскую корону и осыпал его золотыми. В 1614-1617 годах исполнял дворцовые службы. В 1618 году при крестном целовании о мире со Швецией держал государеву шапку. В 1619 году упомянут первым в Царской думе, встречал за рекой Пресня отца Государя — будущего патриарха Филарета.
Умер 19 февраля 1622 года, похоронен в Москве в усыпальнице Мстиславских в Симоновом монастыре.
Мстиславский, «сидевший» по знатности рода в Боярской думе на самом высоком месте, пережил многочисленные перипетии Смутного времени неизменно на ведущих ролях, не подвергаясь опале: он пробыл первым думским боярином тридцать шесть лет, причём на московском престоле сменилось семеро царей. Он получал самое большое жалование в русском государстве — 1200 рублей в год. Борис Годунов не позволял ему жениться, опасаясь появления конкурирующей династии. Мстиславский сам не желал царствовать и предпочёл сыграть в русской Смуте роль «делателя королей», хотя его имя, как возможного монарха звучало ещё дважды (в 1606 и 1611).

## Семья
Женат трижды:
1. Ульяна Петровна (ум. 6 апреля 1586 или 1576) — дочь князя Петра Андреевича Холмского;
2. Прасковья Ивановна Нагая (ум. 1606 или 1609)[5];
3. Княжна Домника (Ирина) Михайловна Темкина-Ростовская (ум. 7 июля 1630) — сестра царицы, погребена в Симоновом монастыре.

У Мстиславского от этих браков было, как минимум пятеро детей: умерший в младенчестве сын Василий (от первой жены), дочери Мария, Ольга (ум. 3 декабря 1609 г.), Евдокия (ум. 1600), Ирина (ум. 26 ноября 1622).
На князе Фёдоре Ивановиче род Мстиславских пресёкся, так как дети его умерли в младенчестве, а младший брат (ум. 1583) был бездетным. Обширные поместья по реке Черёмухе, завещаны Симонову монастырю.

## Критика
Остаётся открытым вопрос о жёнах князя Фёдора Ивановича Мстиславского. Очевидно, что путаница произошла от какой-либо описки в рукописных и печатных источниках.  Кроме указанных и внесённых в родословные книги трёх его жён, на основании данных, извлечённых из надписей на захоронениях князей Мстиславских в Симоновом монастыре, появляется ещё четвёртая жена — Ирина Ивановна, пережившая его. В дворцовых разрядах прямо указано, что (17 февраля 1696), в числе прочих, сидела «вдова князя Фёдора Ивановича Мстиславского, княгиня Ирина Ивановна». Сам князь Фёдор Иванович, в написанной им грамоте, за год до смерти (26 января 1621), в подробном перечне членов своей фамилии, упоминает о двух умерших женах, княгинях Ульяне и Прасковье и называет в двух местах жену княгиню Домникею.
Относительно жен князя Фёдора Ивановича имеются ещё показания Массы и Жака Мержерета.  Первый говорит, что Лжедмитрий выбрал для него супругу из рода Нагих, а Мержерет говорит, что Мстиславский женился на двоюродной сестре матери Лжедмитрия.

## В культуре
- Мстиславский стал персонажем романа Юрия Фёдорова «Борис Годунов».
- В телесериале «Годунов» (2018) роль князя Мстиславского исполнил Александр Горбатов.
- В телесериале «Янычар» (2022) роль князя Мстиславского исполнил Игорь Савочкин.